# Poor Papa
Poor Papa è un film del 1928 diretto da Walt Disney. È un cortometraggio animato, il ventesimo con protagonista Oswald il coniglio fortunato. Fu distribuito dalla Universal Pictures l'11 giugno 1928. Originariamente girato nel 1927 come corto pilota della serie, non piacque alla Universal, che lo proiettò soltanto l'anno seguente. Fu sostituito come primo episodio da Trolley Troubles, un corto molto gradito alla Universal.
Fu considerato perduto finché nel 2000 in Inghilterra non furono apparse tre copie del film, in affitto. Per l'uscita del DVD di Oswald, la Disney tentò di acquistare la copia, senza successo, ma nel 2015 la Disney riuscì ad acquistarne una copia in 16mm, che fu messa per la prima volta in Blu-ray come contenuto speciale di Pinocchio.
Attualmente è inedito in Italia.

## Trama
Oswald per la prima volta diventa padre di numerosi coniglietti combinaguai. Ma sarà felice di ciò?